# Orde van de Ster van Melanesië
De Orde van de Ster van Melanesië werd op 23 augustus 2005 door Elizabeth II van Papoea-Nieuw-Guinea ingesteld als een ridderorde met een enkele graad. De regering van Papoea-Nieuw-Guinea verleent deze graad, 'Companion' geheten voor verdienste. Men moet aan drie voorwaarden voldoen.
- Belangrijke verdienste op een hoog bestuurlijk niveau voor Papoea-Nieuw-Guinea of het Aziatisch-Pacifische gebied of de mensheid als geheel.

- De verdienste moet op nationaal niveau mensen hebben geïnspireerd.

- Men moet ten minste vijftien jaar lang actief zijn geweest.